# Satan
A Satan brit heavy metal együttes. 1979-ben alakultak Newcastle upon Tyne városában. Többször is feloszlottak karrierjük alatt. A nyolcvanas években Blind Fury és Pariah neveken is működtek. A zenekar egyike a NWOBHM (a brit heavy metal új hulláma) mozgalom képviselőinek.

## Tagok
- Steve Ramsey - gitár
- Russ Tippins - gitár
- Graeme English - basszusgitár
- Sean Taylor - dob
- Brian Ross - ének

## Korábbi tagok
- Andy Reed - dob
- Ian McCormack - dob
- Trevor Robinson - ének
- Ian Swift - ének
- Lou Taylor - ének
- Michael Jackson - ének

## Diszkográfia
Satan néven
- Court in the Act (1983)
- Suspended Sentence (1987)
- Life Sentence (2013)
- Atom by Atom (2015)
- Cruel Magic (2018)

Pariah néven
- The Kindred (1988)
- Blaze of Obscurity (1989)
- Unity (1998)

Blind Fury néven
- Out of Reach (1985)

## Egyéb kiadványok
Kislemezek, EP-k
- Kiss of Death (1982)
- Into the Future (1986)

Demók
- The First Demo (1981)
- Into the Fire (1982)
- Dirt Demo '86 (1986)

Koncert albumok, válogatáslemezek
- Blitzkrieg in Holland (2000)
- Live in the Act (2004)
- Into the Fire / Kiss of Death (2011)
- The Early Demos (2011)
- Trail of Fire - Live in North America (2014)